# 트라브존스포르 (축구)
트라브존스포르(튀르키예어: Trabzonspor)는 튀르키예의 축구 클럽으로 종합 스포츠 클럽 트라브존스포르의 축구 부분이다. 흑해 연안의 도시 트라브존을 연고로 1967년 트라브존 지역의 두 축구 클럽을 통합하여 팀을 꾸렸으며 부르사스포르가 우승하기까지 이스탄불을 연고로 하는 갈라타사라이 SK, 베식타스 JK, 페네르바체 SK를 제외하고 쉬페르리그에서 우승한 경력이 있는 유일한 팀이었다.

## 역사
이 당시에 튀르키예 축구 협회는 튀르키예 축구의 경쟁력을 확보하기 위해 같은 도시에 있는 지역 팀들을 합병하는 것을 장려하였다. 트라브존 또한 1920년대까지 거슬러 올라가면 매우 경쟁적인 리그를 가지고 있었다. 트라브존에서의 우승을 차지하기 위한 라이벌간의 경쟁이 매우 심했는데, 그중 가장 심한 라이벌 관계에 있던 팀들이 이드만귀퀴(Idmangücü)와 이드마노카기(Idmanocaĝi)였다. 결국 이 두 클럽이 통합하여 트라브존스포르가 탄생하게 되었다.
트라브존스포르가 만들어지면서 지역팀에서 활동하던 많은 선수들이 참가하였고, 이로 인해 초기에는 성공적이었다. 1973-74시즌에 트라브존스포르는 튀르키예 쉬페르리그로 승격하였다.
1975-76시즌부터 9년동안 트라브존스포르는 리그 우승 여섯번, 컵 우승 세번을 차지하였다. 우승을 하지 못했던 시즌은 준우승으로 마쳤다. 튀르키예 축구 역사에 있어서 몇몇 유명한 이름을 70년대 후반과 80년대 초반의 트라브존스포르에서의 찾을 수 있는데, 셰놀 귀네슈, 투르가이 세메르치오글루, 네츠미 페레클리와 같은 선수들이 이 기간에 최고를 누렸던 선수들이었다. 이 당시에 많은 트라브존스포르 선수들이 튀르키예 축구 국가대표팀에 선발되었다.
80년대 초반까지의 성공적인 기간이 지나고 나서 트라브존스포르는 현재까지 리그 우승을 한 적이 없다. 안 좋은 성적으로 인해 많은 선수들이 이스탄불의 빅클럽으로 이적하였다. 트라브존스포르가 우승에 가장 근접했던 때는 1995-96시즌으로, 페네르바체에 의해 홈경기 패배를 당하면서 준우승에 머물고 말았다. 트라브존스포르는 선수구입능력이라든가 관중동원력이 이스탄불의 빅클럽에 비해 좀 떨어졌다. 하지만, 지역 선수와 신중히 스카웃된 외국 선수들이 1990년대 후반에 나아진 모습을 보여주기 시작하였다. 2003-04시즌에 준우승을 하였는데, 리그 종료 2주전까지 페네르바체 SK를 추격하였으나, 갈라타사라이 SK에 의해 홈경기 패배를 당하며 트라브존스포르의 도전은 끝났다. 리그 우승은 못했지만 튀르키예 쿠파스를 2003년과 2004년에 차지하였다.

### 유럽 대회
트라브존스포르는 유럽 클럽 대항전에 여러번 진출하였다. UEFA 챔피언스리그에는 8번 진출하였는데, 첫 진출이었던 1976-77시즌에 16강에 오르는 최고 성적을 보여주었다. UEFA 컵 위너스컵에는 세번 참가하였는데 16강에 두 번 올라가는 성적을 보여주었다. 또한 트라브존스포르는 페네르바체 SK에 이어 갈라타사라이 SK와 같이 튀르키예 클럽 가운데 UEFA컵 두 번째 최다 진출을 기록하고 있는데, 1991-92시즌과 1994-95시즌에 16강에 올라가는 최고성적을 기록하였다. 마지막으로 UEFA 인터토토컵에는 1999년과 2007년 두 번 진출하였다.

## 역대 성적
- 쉬페르리그

우승 (7회) : 1975-76, 1976-77, 1978-79, 1979-80, 1980-81, 1983-84, 2021-22
준우승 (9회) : 1977-78, 1981-82, 1982-83, 1994-95, 1995-96, 2003-04, 2004-05, 2010-2011, 2019–20
- 튀르키예 쿠파스

우승 (8회) : 1977, 1978, 1984, 1992, 1995, 2003, 2004, 2010
준우승 (5회) : 1975, 1976, 1985, 1990, 1997
- 튀르키예 쉬페르 쿠파

우승 (8회): 1976, 1977, 1978, 1979, 1980, 1983, 1995, 2010
준우승 (3회): 1981, 1984, 1992

## 선수 명단

### 현역
참고: FIFA 자격 규정에 따라 소속된 국가대표팀 국기를 표시합니다. 선수는 복수의 FIFA 비회원국 국적을 가지고 있을 수 있습니다.
| 번호 | 포지션 | 국적                  | 이름            |
| ---- | ------ | --------------------- | --------------- |
| 6    | MF     |                       | 바티스타 멘디   |
| 7    | MF     | 보스니아 헤르체고비나 | 에딘 비스카     |
| 8    | MF     | 북마케도니아          | 에니스 바르디   |
| 24   | DF     | 수리남                | 스테파노 덴스윌 |

| 번호 | 포지션 | 국적       | 이름              |
| ---- | ------ | ---------- | ----------------- |
| 99   | FW     | 크로아티아 | 미슬라브 오르시치 |

## 역대 감독
| 감독                | 임기      |
| ------------------- | --------- |
| 셰놀 귀네슈         | 1988~1989 |
| 셰놀 귀네슈         | 1993~1997 |
| 한스페터 브리겔     | 2001~2002 |
| 셰놀 귀네슈         | 2005      |
| 바히드 할릴호지치   | 2005~2006 |
| 세바스치앙 라자로니 | 2006      |
| 휴고 브로스         | 2009      |
| 셰놀 귀네슈         | 2009~2013 |
| 바히드 할릴호지치   | 2014      |
| 쇼타 아르벨라제     | 2015      |
| 네나드 비엘리차     | 2023      |
| 셰놀 귀네슈         | 2024 ~    |